# Liste der denkmalgeschützten Objekte in Nauders
Die Liste der denkmalgeschützten Objekte in Nauders enthält die 26 denkmalgeschützten, unbeweglichen Objekte der Gemeinde Nauders im Bezirk Landeck.

## Denkmäler
| Foto  |                 | Denkmal                                                                                       | Standort                                       | Beschreibung | Metadaten |
| ----- | --------------- | --------------------------------------------------------------------------------------------- | ---------------------------------------------- | --- | --- |
| ja    | Datei hochladen | Befestigungsanlage, Talsperre Altfinstermünz HERIS-ID: 39977 Objekt-ID: 39844                 | Altfinstermünz 180 Standort KG: Nauders I      | Im 15. Jahrhundert errichtete Grenzbefestigung. | BDA-Hist.: Q64031927 Status: Bescheid Stand der BDA-Liste: 2025-06-30 Name: Befestigungsanlage, Talsperre Altfinstermünz GstNr.: 3307, 3315 Finstermünz                                |
| ja    | Datei hochladen | Befestigungsanlage Altfinstermünz HERIS-ID: 82361 Objekt-ID: 96183 TKK: 6212, 24372           | Altfinstermünz 180 Standort KG: Nauders I      | Im 15. Jahrhundert errichtete Grenzbefestigung. | BDA-Hist.: Q9302266 Status: Bescheid Stand der BDA-Liste: 2025-06-30 Name: Befestigungsanlage Altfinstermünz GstNr.: .286, 3306/1, 3306/4, 3315, 3618, 3440, 3528 Finstermünz          |
| ja    | Datei hochladen | Festung Finstermünz, Wohnhaus HERIS-ID: 39989 Objekt-ID: 39857 TKK: 30426                     | Finstermünz 187 Standort KG: Nauders I         | Biedermeierhaus, bezeichnet mit 1840. Zweigeschoßig, gequaderte Blendarkaden im Erdgeschoß. | BDA-Hist.: Q37992005 Status: Bescheid Stand der BDA-Liste: 2025-06-30 Name: Festung Finstermünz, Wohnhaus GstNr.: .279 Festung Finstermünz, Wohnhaus                                   |
| ja BW | Datei hochladen | Hotel Hochfinstermünz HERIS-ID: 79177 Objekt-ID: 92849 TKK: 48212                             | Hochfinstermünz 178 Standort KG: Nauders I     | Das Hotel wurde in der Mitte des 19. Jahrhunderts beim Bau der Straße errichtet und 1890 erweitert. Der Festsaal hat eine kreuzgratgewölbte Pfeilerhalle mit Gewölbemalereien. | BDA-Hist.: Q38153929 Status: Bescheid Stand der BDA-Liste: 2025-06-30 Name: Hotel Hochfinstermünz GstNr.: .281 Hotel Hochfinstermünz                                                   |
| ja    | Datei hochladen | Kapelle hl. Karl Borromäus (Carl-Ludwigs-Kapelle) HERIS-ID: 46362 Objekt-ID: 48255 TKK: 25510 | bei Hochfinstermünz 178 Standort KG: Nauders I | Die unverputzte steinerne Kapelle mit geradem Schluss und Satteldach wurde vom Baumeister der Straße 1855 gestiftet. Altarbild hl. Karl Borromäus und Erzherzog Karl Ludwig vor der Madonna von Maler Caspar Jele aus 1855. | BDA-Hist.: Q38020850 Status: Bescheid Stand der BDA-Liste: 2025-06-30 Name: Kapelle hl. Karl Borromäus (Carl-Ludwigs-Kapelle) GstNr.: .282 Kapelle hl. Karl Borromäus, Nauders         |
| ja    | Datei hochladen | Ehem. Postamt bzw. Kiosk HERIS-ID: 46363 Objekt-ID: 48256 TKK: 116319                         | bei Hochfinstermünz 178 Standort KG: Nauders I | Längsrechteckiger Riegelwerksbau mit ausgemauerten und verputzten Gefachen. Am Gebäude sind Verzierungen mit ornamentalen Aussägearbeiten angebracht, das Satteldach ist traufseitig zu einem mittigen Giebel hochgezogen. | BDA-Hist.: Q38020863 Status: Bescheid Stand der BDA-Liste: 2025-06-30 Name: Ehemaliges Postamt bzw. Kiosk GstNr.: .326 Ehemaliges Postamt Hochfinstermünz                              |
| ja    | Datei hochladen | Hofkapelle Kompatschhof HERIS-ID: 59839 Objekt-ID: 71448 TKK: 24384                           | bei Kompatschhof 168 Standort KG: Nauders I    | Die Kapelle wurde im 19. Jahrhundert erbaut. | BDA-Hist.: Q38088880 Status: Bescheid Stand der BDA-Liste: 2025-06-30 Name: Hofkapelle Kompatschhof GstNr.: 2949 Hofkapelle Kompatsch, Nauders                                         |
| ja    | Datei hochladen | Schloss Naudersberg HERIS-ID: 39991 Objekt-ID: 39859 TKK: 16396                               | Nauders 1 Standort KG: Nauders I               | Anfang des 14. Jahrhunderts errichtet und 1325 erstmals urkundlich genannt, war das Schloss bis 1919 Sitz staatlicher Behörden wie etwa des Bezirksgerichts. | BDA-Hist.: Q2242558 Status: Bescheid Stand der BDA-Liste: 2025-06-30 Name: Schloss Naudersberg GstNr.: 1595/6 Schloss Naudersberg                                                      |
| ja BW | Datei hochladen | Wegkapelle bei Burg Naudersberg, Schlosskapelle HERIS-ID: 78932 Objekt-ID: 92601 TKK: 116320  | gegenüber Nauders 2 Standort KG: Nauders I     | Rundbogiges Eingangsportal mit gemalter Pilasterrahmung und allegorischer Figur zwischen Ziervasen, um 1800. Die Glocke im Glockentürmchen ist mit 1465 bezeichnet. | BDA-Hist.: Q38153398 Status: § 2a Stand der BDA-Liste: 2025-06-30 Name: Wegkapelle bei Burg Naudersberg, Schlosskapelle GstNr.: 1587                                                   |
| ja    | Datei hochladen | Kapelle hl. Leonhard HERIS-ID: 78935 Objekt-ID: 92604 TKK: 28750                              | gegenüber Nauders 2 Standort KG: Nauders I     | Kleiner romanischer Saalbau mit eingezogener Rundapsis. Urkundlich wird die Kapelle erst 1391 erwähnt, der Bau ist jedoch vermutlich bereits in der ersten Hälfte des 12. Jahrhunderts erbaut worden. | BDA-Hist.: Q38153406 Status: § 2a Stand der BDA-Liste: 2025-06-30 Name: Kapelle hl. Leonhard GstNr.: .211                                                                              |
| ja    | Datei hochladen | Mühlenkapelle/Kapelle zur schmerzhaften Maria HERIS-ID: 47057 Objekt-ID: 49583 TKK: 37841     | bei Nauders 5 Standort KG: Nauders I           | Vermutlich im 18. Jahrhundert errichtet, Ende des 19. Jahrhunderts schließlich erneuert. | BDA-Hist.: Q38025407 Status: Bescheid Stand der BDA-Liste: 2025-06-30 Name: Mühlenkapelle/Kapelle zur schmerzhaften Maria GstNr.: 3717                                                 |
| ja    | Datei hochladen | Immaculatabrunnen bei der Mariahilfkirche HERIS-ID: 79023 Objekt-ID: 92693 TKK: 116322        | bei Nauders 30 Standort KG: Nauders I          | Holzfassbrunnen mit wuchtiger Brunnensäule und einem runden Brunnentrog, darauf befindet sich eine vollplastische Holzfigur der Maria Immaculata. | BDA-Hist.: Q38153639 Status: § 2a Stand der BDA-Liste: 2025-06-30 Name: Immaculatabrunnen bei der Mariahilfkirche GstNr.: 3406/1 Immaculata-Brunnen bei der Mariahilferkirche, Nauders |
| ja    | Datei hochladen | Kath. Filialkirche Maria-Hilf HERIS-ID: 55731 Objekt-ID: 64541 TKK: 28748                     | neben Nauders 38 Standort KG: Nauders I        | Kapellenbau aus der Mitte des 17. Jahrhunderts, geweiht 1659. Schlichter Außenbau. | BDA-Hist.: Q38067534 Status: § 2a Stand der BDA-Liste: 2025-06-30 Name: Kath. Filialkirche Maria-Hilf GstNr.: .80 Mariahilferkirche, Nauders                                           |
| ja    | Datei hochladen | Ehemaliges Spital HERIS-ID: 79019 Objekt-ID: 92689 TKK: 115657                                | Nauders 53 Standort KG: Nauders I              | Ehemaliges Hospiz, das Ende des 15. Jahrhunderts gestiftet und an die Spitalskirche angebaut ist und aus einem zweigeschoßigen Mauerbau mit Satteldach und unregelmäßiger Fassadengliederung besteht. | BDA-Hist.: Q38153599 Status: § 2a Stand der BDA-Liste: 2025-06-30 Name: Ehem. Spital GstNr.: .30 Ehemaliges Spital, Nauders                                                            |
| ja    | Datei hochladen | Ehemalige Spitalskirche Hl. Geist HERIS-ID: 79018 Objekt-ID: 92688 TKK: 28749                 | bei Nauders 53 Standort KG: Nauders I          | Spätgotischer Saalbau des 16. Jahrhunderts, nach Brand 1880 wiederhergestellt. | BDA-Hist.: Q38153590 Status: § 2a Stand der BDA-Liste: 2025-06-30 Name: Ehem. Spitalskirche Hl. Geist GstNr.: .31 Ehemalige Spitalkirche Hl. Geist, Nauders                            |
| ja    | Datei hochladen | Immaculatabrunnen bei der Pfarrkirche HERIS-ID: 79020 Objekt-ID: 92690 TKK: 116323            | bei Nauders 64 Standort KG: Nauders I          | Westlich der Pfarrkirche mit barocker Figur aus der zweiten Hälfte des 18. Jahrhunderts. | BDA-Hist.: Q38153620 Status: § 2a Stand der BDA-Liste: 2025-06-30 Name: Immaculatabrunnen bei der Pfarrkirche GstNr.: 3406/1 Immaculata-Brunnen bei der Pfarrkirche, Nauders           |
| ja    | Datei hochladen | Widum Nauders HERIS-ID: 55735 Objekt-ID: 64545 TKK: 28747                                     | Nauders 65 Standort KG: Nauders I              | Würfelförmiges Gebäude aus dem 18. Jahrhundert mit mächtigen Krüppelwalmdach und Stuckmedaillon „Guter Hirte“ | BDA-Hist.: Q38067543 Status: § 2a Stand der BDA-Liste: 2025-06-30 Name: Widum Nauders GstNr.: 3406/2                                                                                   |
| ja    | Datei hochladen | Kriegerdenkmal HERIS-ID: 79024 Objekt-ID: 92694 TKK: 116321                                   | gegenüber Nauders 65 Standort KG: Nauders I    | Von Hans Pontiller geschaffenes, 1960 errichtetes Denkmal. | BDA-Hist.: Q38153650 Status: § 2a Stand der BDA-Liste: 2025-06-30 Name: Kriegerdenkmal GstNr.: 2                                                                                       |
| ja    | Datei hochladen | Frühmeß-Widum HERIS-ID: 39979 Objekt-ID: 39846 TKK: 129395                                    | Nauders 68 Standort KG: Nauders I              | Zweigeschoßiger Mauerbau mit einem rechteckigen Grundriss und einem Satteldach. Giebelseitig ist das Haus über ein Segmentbogenportal mit gemauerter Freitreppe erschlossen, im Giebelfeld befindet sich ein Fresko mit der Krönung Mariens aus dem 18. Jahrhundert. Gebäudekanten und Maueröffnungen sind mit Malereien hervorgehoben. | BDA-Hist.: Q37991890 Status: Bescheid Stand der BDA-Liste: 2025-06-30 Name: Frühmeß-Widum GstNr.: .7 Frühmeß-Widum                                                                     |
| ja    | Datei hochladen | Friedhof Nauders HERIS-ID: 79021 Objekt-ID: 92691 TKK: 109417                                 | gegenüber Nauders 124 Standort KG: Nauders I   | Der Friedhof wurde vermutlich im 16. Jahrhundert angelegt und von 1980 bis 1982 am Osthang oberhalb der Kirche erweitert. | BDA-Hist.: Q38153629 Status: § 2a Stand der BDA-Liste: 2025-06-30 Name: Friedhof Nauders GstNr.: 1 Friedhof Nauders                                                                    |
| ja    | Datei hochladen | Kath. Pfarrkirche hl. Valentin HERIS-ID: 39990 Objekt-ID: 39858 TKK: 28745                    | gegenüber Nauders 125b Standort KG: Nauders I  | Im Kern spätgotisch, um 1830 wurde die Kirche erweitert. | BDA-Hist.: Q15852389 Status: § 2a Stand der BDA-Liste: 2025-06-30 Name: Kath. Pfarrkirche hl. Valentin GstNr.: .1 Pfarrkirche Nauders                                                  |
| ja    | Datei hochladen | Friedhofskapelle HERIS-ID: 39978 Objekt-ID: 39845 TKK: 28746                                  | gegenüber Nauders 150 Standort KG: Nauders I   | Zweigeschoßiger Bau südöstlich der Kirche, mit Satteldach und eingemauerten Grabsteinen aus dem 18. bis 19. Jahrhundert. Im Erdgeschoß befindet sich ein zweijochiger Kapellenraum mit Stichkappentonne und einem Kruzifix aus der zweiten Hälfte des 17. Jahrhunderts, im Obergeschoß ist sie tonnengewölbt. Hier befindet sich auch ein Friedhofskreuz mit trauernder Maria um 1700. | BDA-Hist.: Q37991876 Status: § 2a Stand der BDA-Liste: 2025-06-30 Name: Friedhofskapelle GstNr.: .3 Friedhof Nauders                                                                   |
| ja    | Datei hochladen | Bauernhaus HERIS-ID: 111751 Objekt-ID: 129760 TKK: 106847seit 2012                            | Nauders 133 Standort KG: Nauders I             | Traufseitig erschlossenes Durchfahrtshaus. | BDA-Hist.: Q37826406 Status: Bescheid Stand der BDA-Liste: 2025-06-30 Name: Bauernhaus GstNr.: .168 Bauernhaus 133, Nauders                                                            |
| ja    | Datei hochladen | Festung Finstermünz, Sperrfort Nauders HERIS-ID: 39988 Objekt-ID: 39856 TKK: 30425            | Nauders 186 Standort KG: Nauders I             | Mehrgeschoßiger Steinquaderbau mit Schießscharten, als Straßensperre zwischen 1834 und 1840 errichtet. | BDA-Hist.: Q2354954 Status: Bescheid Stand der BDA-Liste: 2025-06-30 Name: Festung Finstermünz, Sperrfort Nauders GstNr.: .280 Festung Nauders                                         |
| BW    | Datei hochladen | Anlage alter Stableshof mit Sägewerk HERIS-ID: 248653 TKK: 125111, 146334, 146335, …seit 2023 | bei Stables 167 Standort KG: Nauders I         | Die Hofstelle ist seit 1529 urkundlich belegt. Der heutige zweigeschoßige, quergeteilte Einhof mit schindelgedecktem Satteldach stammt im Kern vermutlich aus dem 17. Jahrhundert, wurde im 19. Jahrhundert umgebaut und 1921 im Obergeschoß und im Wirtschaftsteil ausgebaut. 1963/64 wurde der Stall vergrößert. Der Wohnteil in der südlichen Gebäudehälfte ist giebelseitig über einen Mittelflurgrundriss erschlossen. Er ist im Erdgeschoß gemauert, das Obergeschoß ist als Kantblockbau gezimmert und mit Schindeln verkleidet. Der nördlich anschließende Wirtschaftsteil besteht aus einem gemauerten Stall und einer als Rundholzblockbau gezimmerten Heulege. Nordöstlich des Hofes steht ein zweigeschoßiges Wirtschaftsgebäude aus dem 20. Jahrhundert mit brettergedecktem Satteldach, das über einem Bruchsteinfundament in Rundholzblockbauweise gezimmert ist und an der Westseite einen Zubau in Ständerbauweise aufweist. Östlich des Hofes steht eine um 1960 errichtete elektrisch betriebene Haussäge. Fundament und östlicher Gebäudeteil des eingeschoßigen Baus sind in Beton gemauert, die Westhälfte ist ein Ständerbau mit Bretterschalung. Quer zum First verläuft eine Rollbahn mit Geleisen für die Holzzufuhr. Oberhalb der Säge steht eine eingeschoßige, nicht mehr genutzte Hausschmiede mit brettergedecktem Satteldach, ein Mischbau aus Trockenmauerwerk mit aufgesetzten Blockbaureihen. | BDA-Hist.: Q119231463 Status: Bescheid Stand der BDA-Liste: 2025-06-30 Name: Anlage alter Stableshof mit Sägewerk GstNr.: .253, 2258, 2259                                             |
| ja    | Datei hochladen | Wegkapelle hl. Notburga HERIS-ID: 79026 Objekt-ID: 92696 TKK: 116324                          | Standort KG: Nauders I                         | Kleiner Bau mit dreiseitigem Schluss, Stichkappengewölbe und Putzgrate, vermutlich aus dem 17. Jahrhundert. | BDA-Hist.: Q38153657 Status: § 2a Stand der BDA-Liste: 2025-06-30 Name: Wegkapelle hl. Notburga GstNr.: 343                                                                            |